# Église Sainte-Eulalie d'Espagnac-Sainte-Eulalie
L'église Sainte-Eulalie d'Espagnac-Sainte-Eulalie est une église catholique située au hameau de Sainte-Eulalie sur le territoire de la commune de Espagnac-Sainte-Eulalie, en France.

## Localisation
L'église Sainte-Eulalie est située dans le département français du Lot, à Espagnac-Sainte-Eulalie.

## Historique
L'église est mentionnée pour la première fois en 1256 quand elle est unie au prieuré Sainte-Eulalie, qui appartenait à l'abbaye de la Couronne, au couvent de Val-Paradis d'Espagnac. L'édifice étant antérieur, il pourrait dater de la fin du XIIe siècle ou du début du XIIIe siècle. 
Dans les inscriptions placées sur les portes, la sacristie a été ajoutée en 1833 et les chapelles en 1873.
L'édifice est classé au titre des monuments historiques le 26 mars 1973.

## Description
L'église est en croix latine, à nef unique, avec un chœur composé d'une abside semi-circulaire voûtée en cul-de-four précédée d'une travée droite voûtée en berceau en plein cintre. La nef est partiellement voûtée en berceau en plein cintre. Elle était peut-être entièrement charpentée à l'origine. La tribune de l'extrémité occidentale est moderne.